# Чемпіонат світу з футболу 1962 (група 3)
Матчі Групи 3 чемпіонату світу з футболу 1962 проходили з 30 травня по 7 червня 1962 року. Учасниками змагання в групі були збірні Бразилії, Чехословаччини, Мексики та Іспанії. Всі ігри у групі проходили на Естадіо Саусаліто в місті Вінья-дель-Мар.
До стадії плей-оф з Групи 3 вийшли команди Бразилії і Чехословаччини, які згодом і стали учасниками фінальної гри чемпіонату.

## Турнірне становище
| Поз | Команда        | І | В | Н | П | ГЗ | ГП | ГС    | О | Кваліфікація            |
| --- | -------------- | - | - | - | - | -- | -- | ----- | - | ----------------------- |
| 1   | Бразилія       | 3 | 2 | 1 | 0 | 4  | 1  | 4,000 | 5 | Вихід до стадії плей-оф |
| 2   | Чехословаччина | 3 | 1 | 1 | 1 | 2  | 3  | 0,667 | 3 | Вихід до стадії плей-оф |
| 3   | Мексика        | 3 | 1 | 0 | 2 | 3  | 4  | 0,750 | 2 |                         |
| 4   | Іспанія        | 3 | 1 | 0 | 2 | 2  | 3  | 0,667 | 2 |                         |

## Матчі

### Бразилія — Мексика
Більша частина гри проходила в атаках збірної Бразилії. У першому таймі удар Пеле зі штрафного поцілив у каркас воріт. На початку другої половини гри він же зробив навіс з правого флангу, з якого Маріо Загалло забив головою перший м'яч. Згодом на 73-й хвилині той же Пеле пройшов повз чотирьох захисників і забив другий гол з меж штрафного майданчику.
| 30 травня 1962 15:00 CLT (UTC−4) |

| Бразилія             | 2–0      | Мексика |
| -------------------- | -------- | ------- |
| Загалло 56' Пеле 73' | Протокол |         |

| Естадіо Саусаліто, Вінья-дель-Мар Глядачів: 10,484 Арбітр: Готтфрід Дінст (Швейцарія) |

| ВР               | 1  | Жилмар          |
| ЗХ               | 2  | Джалма Сантус   |
| ЗХ               | 3  | Мауро Рамос (к) |
| ЗХ               | 5  | Зозімо          |
| ЗХ               | 6  | Нілтон Сантус   |
| ПЗ               | 4  | Зіто            |
| ПЗ               | 8  | Діді            |
| НП               | 7  | Гаррінча        |
| НП               | 10 | Пеле            |
| НП               | 19 | Вава            |
| НП               | 21 | Маріо Загалло   |
| Головний тренер: |    |                 |
| Айморе Морейра   |    |                 |

| ВР                     | 1  | Антоніо Карбахаль (к) |
| ЗХ                     | 2  | Хесус дель Муро       |
| ЗХ                     | 5  | Рауль Карденас        |
| ЗХ                     | 3  | Гільєрмо Сепульведа   |
| ЗХ                     | 4  | Хосе Вільєгас         |
| ПЗ                     | 19 | Антоніо Хассо         |
| ПЗ                     | 6  | Педро Нахера          |
| НП                     | 7  | Альфредо Дель Агіла   |
| НП                     | 8  | Сальвадор Реєс        |
| НП                     | 9  | Ектор Ернандес Гарсія |
| НП                     | 11 | Ісідро Діас Мехіа     |
| Головний тренер:       |    |                       |
| Ігнасіо Трельєс Кампос |    |                       |

### Чехословаччина — Іспанія
Початок гри проходив в атаках збірної Іспанії, які утім гострими моментами не увінчалися, у тому числі через жорстку гру захисту чехословаків. Іспанські футболісти почали відповідати грубощами на грубощі, і гра регулярно переривалася через порушення правил з боку представників обох команд. По ходу матчу травми отримали обидва флангові захисники іспанської збірної, Рівілья і Рейха, що за умови відсутності замін дало певну перевагу збірній Чехословаччини. Однак чехословацька команда не поспішала скористатися цією перевогою, і єдиний гол гри було забито лише за десять хвилин до її завершення, коли помилка іспанців у центрі поля дозволила Йозефу Штибраному вийти один-на-один з воротарем іспанців і переграти його. Протягом часу, що залишався до завершення гри послаблена двома травмованими гравцями збірна Іспанії не змогла створити реальних шансів зрівняти рахунок.
| 31 травня 1962 15:00 CLT (UTC−4) |

| Чехословаччина | 1–0      | Іспанія |
| -------------- | -------- | ------- |
| Штибраний 80'  | Протокол |         |

| Естадіо Саусаліто, Вінья-дель-Мар Глядачів: 12,700 Арбітр: Карл Еріх Штайнер (Австрія) |

| ВР               | 1  | Вільям Шройф       |
| ЗХ               | 2  | Ян Лала            |
| ЗХ               | 5  | Сватоплук Плускал  |
| ЗХ               | 3  | Ян Поплугар        |
| ЗХ               | 4  | Ладислав Новак (к) |
| ПЗ               | 19 | Андрей Квашняк     |
| ПЗ               | 6  | Йозеф Масопуст     |
| НП               | 7  | Йозеф Штибраний    |
| НП               | 8  | Адольф Шерер       |
| НП               | 10 | Йозеф Адамець      |
| НП               | 11 | Йозеф Єлінек       |
| Головний тренер: |    |                    |
| Рудольф Витлачил |    |                    |

| ВР               | 3  | Кармело           |
| ЗХ               | 11 | Фелісьяно Рівілья |
| ЗХ               | 19 | Хосе Сантамарія   |
| ЗХ               | 16 | Северіно Рейха    |
| ПЗ               | 20 | Жоан Сегарра (к)  |
| ПЗ               | 8  | Хесус Гарай       |
| НП               | 5  | Луїс дель Соль    |
| НП               | 15 | Еулохіо Мартінес  |
| НП               | 14 | Ференц Пушкаш     |
| НП               | 21 | Луїс Суарес       |
| НП               | 9  | Франсіско Хенто   |
| Головний тренер: |    |                   |
| Еленіо Еррера    |    |                   |

### Бразилія — Чехословаччина
Протягом більшої частини гри Бразилії довелося грати у меншості після того, як у середині першого тайму ключовий нападник команди Пеле надірвав м'яз і не зміг продовжити гру. Чехословаччина ж у матчі проти діючих чемпіонів світу зробила ставку на обережну гру в захисті, і в результаті жодна з команд не змогла відзначитися бодай одним забитим голом.
| 2 червня 1962 15:00 CLT (UTC−4) |

| Бразилія | 0–0      | Чехословаччина |
| -------- | -------- | -------------- |
|          | Протокол |                |

| Естадіо Саусаліто, Вінья-дель-Мар Глядачів: 14,903 Арбітр: П'єр Швінте (Франція) |

| ВР               | 1  | Жилмар          |
| ЗХ               | 2  | Джалма Сантус   |
| ЗХ               | 3  | Мауро Рамос (к) |
| ЗХ               | 5  | Зозімо          |
| ЗХ               | 6  | Нілтон Сантус   |
| ПЗ               | 8  | Діді            |
| ПЗ               | 4  | Зіто            |
| НП               | 7  | Гаррінча        |
| НП               | 10 | Пеле            |
| НП               | 19 | Вава            |
| НП               | 21 | Маріо Загалло   |
| Головний тренер: |    |                 |
| Айморе Морейра   |    |                 |

| ВР               | 1  | Вільям Шройф       |
| ЗХ               | 2  | Ян Лала            |
| ЗХ               | 5  | Сватоплук Плускал  |
| ЗХ               | 3  | Ян Поплугар        |
| ЗХ               | 4  | Ладислав Новак (к) |
| ПЗ               | 19 | Андрей Квашняк     |
| ПЗ               | 6  | Йозеф Масопуст     |
| НП               | 7  | Йозеф Штибраний    |
| НП               | 8  | Адольф Шерер       |
| НП               | 10 | Йозеф Адамець      |
| НП               | 11 | Йозеф Єлінек       |
| Головний тренер: |    |                    |
| Рудольф Витлачил |    |                    |

### Іспанія — Мексика
Гра проходила у невисокому темпі з мінімальною кількістю гольових моментів. Іспанці намагалися домінувати, проте їх атаки зупинялися стараннями захисту мексиканців та їх капітана Карбахаля, що захищав ворота. Певне пожвавлення відбулося ближче до кінця гри, коли європейській збірній вдалося забити гол, який було відмінено через положення поза грою. На останніх хвилинах Мексика претендувала на призначення пенальті у ворота Кармело, який призначено не було. А вже за лічені секунди до завершення матчу іспанцям вдалася контратака — Франсіско Хенто протягнув м'яч лівим флангом і відпасував на Пейро, який вразив ворота суперників.
| 3 червня 1962 15:00 CLT (UTC−4) |

| Іспанія   | 1–0      | Мексика |
| --------- | -------- | ------- |
| Пейро 90' | Протокол |         |

| Естадіо Саусаліто, Вінья-дель-Мар Глядачів: 11,875 Арбітр: Бранко Тесанич (Югославія) |

| ВР               | 3  | Кармело             |
| ЗХ               | 17 | Родрі               |
| ЗХ               | 19 | Хосе Сантамарія     |
| ЗХ               | 10 | Сігфрід Грасія      |
| ПЗ               | 22 | Марті Верхес        |
| ПЗ               | 13 | Пачін               |
| НП               | 5  | Луїс дель Соль      |
| НП               | 12 | Хоакін Пейро        |
| НП               | 14 | Ференц Пушкаш       |
| НП               | 21 | Луїс Суарес         |
| НП               | 9  | Франсіско Хенто (к) |
| Головний тренер: |    |                     |
| Еленіо Еррера    |    |                     |

| ВР                     | 1  | Антоніо Карбахаль (к) |
| ЗХ                     | 2  | Хесус дель Муро       |
| ЗХ                     | 5  | Рауль Карденас        |
| ЗХ                     | 3  | Гільєрмо Сепульведа   |
| ЗХ                     | 15 | Ігнасіо Хаурегі       |
| ПЗ                     | 19 | Антоніо Хассо         |
| ПЗ                     | 6  | Педро Нахера          |
| НП                     | 7  | Альфредо Дель Агіла   |
| НП                     | 8  | Сальвадор Реєс        |
| НП                     | 9  | Ектор Ернандес Гарсія |
| НП                     | 11 | Ісідро Діас Мехіа     |
| Головний тренер:       |    |                       |
| Ігнасіо Трельєс Кампос |    |                       |

### Бразилія — Іспанія
Протягом першої половини гри її хід контролювала збірна Іспанії, якій на 35-й хвилині вдалося вийти уперед завдяки влучному удару Аделардо з 20 метрів. На початку другого тайму бразилець Нілтон Сантус порушив правила у власному карному майданчику, проте арбітр гри перебував далеко від епізоду і призначив лише штрафний удар. Згодом він же не зарахував другий гол іспанської команди, а ближче до завершення матчу активізувалися бразильці, які зусиллями Амарілдо, що замінював у їх складі травмованого у попередньому матчі Пеле, не лише зрівняли рахунок, але й вирвали перемогу.
| 6 червня 1962 15:00 CLT (UTC−4) |

| Бразилія          | 2–1      | Іспанія      |
| ----------------- | -------- | ------------ |
| Амарілдо 72', 86' | Протокол | Аделардо 35' |

| Естадіо Саусаліто, Вінья-дель-Мар Глядачів: 18,715 Арбітр: Серхіо Бустаманте (Чилі) |

| ВР               | 1  | Жилмар          |
| ЗХ               | 2  | Джалма Сантус   |
| ЗХ               | 3  | Мауро Рамос (к) |
| ЗХ               | 5  | Зозімо          |
| ЗХ               | 6  | Нілтон Сантус   |
| ПЗ               | 4  | Зіто            |
| ПЗ               | 8  | Діді            |
| НП               | 7  | Гаррінча        |
| НП               | 19 | Вава            |
| НП               | 20 | Амарілдо        |
| НП               | 21 | Маріо Загалло   |
| Головний тренер: |    |                 |
| Айморе Морейра   |    |                 |

| ВР               | 1  | Хосе Аракістайн      |
| ЗХ               | 17 | Родрі                |
| ЗХ               | 7  | Луїс Марія Ечеберрія |
| ЗХ               | 10 | Сігфрід Грасія       |
| ПЗ               | 22 | Марті Верхес         |
| ПЗ               | 13 | Пачін                |
| НП               | 4  | Енріке Кольяр (к)    |
| НП               | 12 | Хоакін Пейро         |
| НП               | 14 | Ференц Пушкаш        |
| НП               | 18 | Аделардо             |
| НП               | 9  | Франсіско Хенто      |
| Головний тренер: |    |                      |
| Еленіо Еррера    |    |                      |

### Мексика — Чехословаччина
У цій грі Вацлав Машек забив найшвидший гол турніру, вразивши ворота мексиканців вже через 15 секунд після стартового свистку. Проте північноамериканська команда швидко оговталася і ще до перерви не лише зрівняла рахунок, але й вийшла уперед. Остаточно питання щодо результату гри було зняте на її останній хвилині, коли Ектор Ернандес реалізував пенальті, довівши перевагу своєї команди до двох голів. Ця перемога стала для Мексики історичною першою в рамках фінальних частин чемпіонатів світу. До того команда, для якої турнір 1962 року був четвертим в історії, лише одного разу здобувала нічию, а дев'ять ігор на світових першостях програла.
| 7 червня 1962 15:00 CLT (UTC−4) |

| Мексика                                     | 3–1      | Чехословаччина |
| ------------------------------------------- | -------- | -------------- |
| Діас 12' Дель Агіла 29' Ернандес 90' (пен.) | Протокол | Машек 1'       |

| Естадіо Саусаліто, Вінья-дель-Мар Глядачів: 10,648 Арбітр: Готтфрід Дінст (Швейцарія) |

| ВР                     | 1  | Антоніо Карбахаль (к) |
| ЗХ                     | 2  | Хесус дель Муро       |
| ЗХ                     | 5  | Рауль Карденас        |
| ЗХ                     | 3  | Гільєрмо Сепульведа   |
| ЗХ                     | 15 | Ігнасіо Хаурегі       |
| ПЗ                     | 8  | Сальвадор Реєс        |
| ПЗ                     | 6  | Педро Нахера          |
| НП                     | 7  | Альфредо Дель Агіла   |
| НП                     | 18 | Альфредо Ернандес     |
| НП                     | 9  | Ектор Ернандес Гарсія |
| НП                     | 11 | Ісідро Діас Мехіа     |
| Головний тренер:       |    |                       |
| Ігнасіо Трельєс Кампос |    |                       |

| ВР               | 1  | Вільям Шройф       |
| ЗХ               | 2  | Ян Лала            |
| ЗХ               | 5  | Сватоплук Плускал  |
| ЗХ               | 3  | Ян Поплугар        |
| ЗХ               | 4  | Ладислав Новак (к) |
| ПЗ               | 19 | Андрей Квашняк     |
| ПЗ               | 6  | Йозеф Масопуст     |
| НП               | 7  | Йозеф Штибраний    |
| НП               | 8  | Адольф Шерер       |
| НП               | 10 | Йозеф Адамець      |
| НП               | 14 | Вацлав Машек       |
| Головний тренер: |    |                    |
| Рудольф Витлачил |    |                    |